# El tesoro del Ciuacoatl
El tesoro del Ciuacoatl es una de las historietas de Superlópez creada por Jan en 1992.

## Trayectoria editorial
Publicada originalmente en los números 110-117 de la revista Súper Mortadelo y más tarde en el número 21 de la Colección Olé.

## Argumento

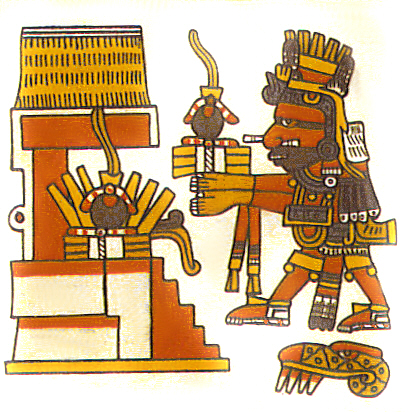
Para la historieta Jan realizó una detallada labor de documentación sobre la cultura mexicana.

López entra a defender a su jefe y al administrador Lutrecio Váldez, el administrador de la empresa, quienes están siendo atacados en la calle por dos hombres y una mujer, pero acaba siendo secuestrado él mismo a punta de pistola. Durante su cautiverio oye a hablar a sus captores acerca de un códice, por lo que escapa y, como Superlópez, va a preguntar al jefe por lo sucedido. El jefe le explica que Váldez, que es mexicano, descifró hace cinco años junto a Tatherwood, Memo de la Vara y Lupita Malpica (los secuestradores) un códice que les entregó un tal Antonio Guerrero, descendiente de un español casado con una princesa maya, en el que se mencionaba un tesoro almacenado por un alto tesorero maya (un ciucóatl). Tatherwood, Memo de la Vara y Malpica asesinaron a Guerrero para quedarse con todo pero Váldez logró huir con el códice. Vádez y el jefe quieren hacer una expedición para buscar el tesoro, pero Superlópez replica que lo que encuentren ha de pertenecer al gobierno mexicano. Luisa y Jaime también indican que irán a México para buscar a Juan, a quien creen secuestrado.
El jefe y Váldez mandan a Superlópez por un lado y Jaime y Luisa por otro a direcciones falsas en México a buscar el tesoro y a Juan respectivamente, con la idea de encontrar ellos entre tanto el tesoro por su cuenta. Sin embargo el jefe y Váldez son secuestrado por Tatherwood y compañía. Por casualidad, los caminos de Superlópez, Jaime y Luisa se cruzan en la "tumba del astronauta de Palenque", aunque el guía del viaje les indica que el jefe y administrador han ido a Chichén Itzá, por lo que Superlópez se dirige allí a investigar. A Superlópez se le cae la copia del códice en la pirámide, la cual es recogida por un misterioso personaje quien desde lejos (aprovechando la acústica del lugar) le indica el camino a seguir y le deja una llave claramente antigua antes de deasaparecer. Superlópez lleva la llave al museo antropológico de México donde le explican que había sido robada del mismo hace meses.
El jefe y Váldez, así como Tatherwood y el resto son asaltados por la banda de "El Pínole", por lo que Váldez decide contarle a éste el valor del códice con el fin de llegar a un acuerdo con el forajido. Unos de los compinches de "El Pínole" que se encuentra en el mismo hotel que Luisa y Jaime, los secuestra y trata de matarlos para repartir el tesoro en menos partes, pero Superlópez aparece por casualidad y les salva. Superlópez dirige a todo el mundo al lugar del tesoro. Allí aparece el extraño personaje (que intenta hacer un sacrificio humano con Luisa) y que es solo un loco obsesionado con el dios maya de la lluvia Tláloc y que sacrificaba gente con objetos robados del museo. En cuanto al tesoro, el ciucóatl lo había almacenado en la moneda maya más corriente entonces, semillas de cacao.